# Осорио, Мануэл Луис

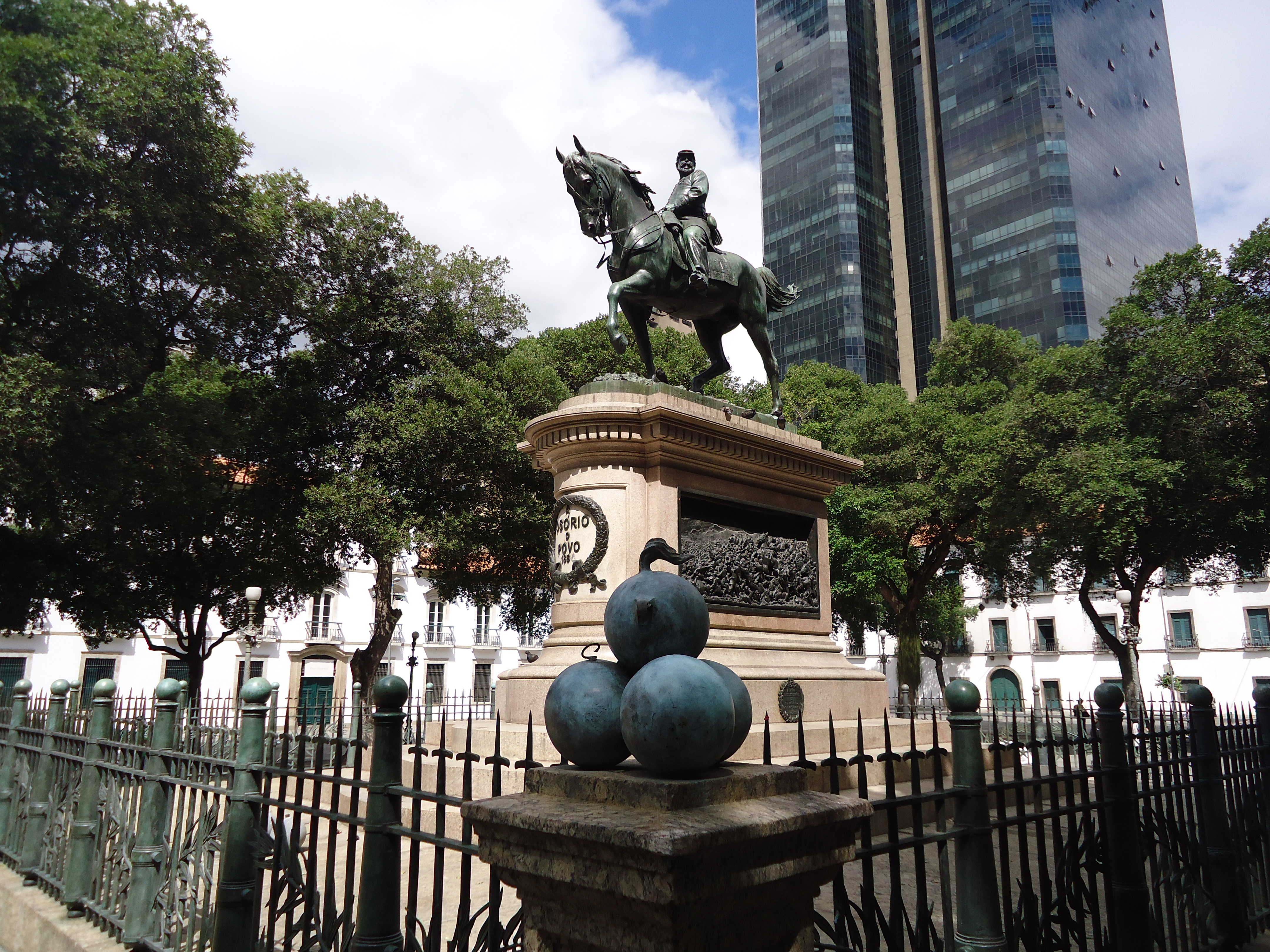
Памятник маршалу Осорио в Рио-де-Жанейро

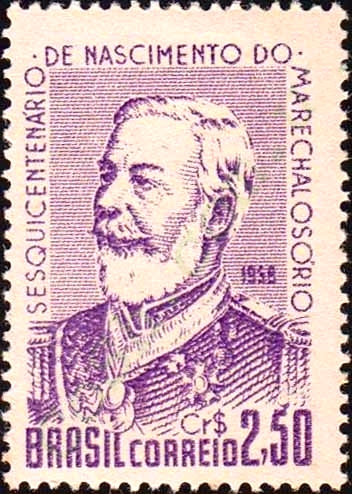
Почтовая марка Бразилии с изображением маршала Осорио. 1958 г.

Мануэл Луис Осорио, маркиз Эрвал (порт. Manuel Luís Osório, Marquês do Herval; 10 мая 1808 — 4 октября 1879) — бразильский военный, государственный и политический деятель, командующий бразильскими войсками и герой Войны Тройственного альянса. Покровитель кавалерии бразильской армии. Военный министр Бразильской империи (1878). Национальный герой Бразилии.

## Биография

Герб маркиза Эрвальского

C 15-летнего возраста служил в Имперской бразильской армии. В 1824 году поступил в военное училище. Участвовал в главных военных событиях Бразилии конца XIX века. Одерживал победы во многих сражениях (Битва при Итороро, Битва при Авай, Битва при Туютти, Битва при Эстеро Бельяко и др.). Получил несколько ранений.
За доблесть и верную службу Бразилии в мае 1866 года получил титул барона, затем — виконта (в 1868). В 1869 году — маркиза Эрвальского. В 1877 году ему было присвоено звание маршала армии.
Умер от пневмонии.

## Память
- На площади, расположенной в историческом центре Рио-де-Жанейро, маршалу Осорио установлен бронзовый монумент, выплавленный из пушек, захваченных у противника во время Войны Тройственного альянса.
- Ряд улиц и площадей городов Бразилии носят его имя.
- В честь маршала Осорио назван бразильский основной боевой танк Engesa EE-T1 Osório, не вышедший в серийное производство.
- Также одна из станций метро в Рио-де-Жанейро носит имя генерала Осорио.